# Paul Henry de La Lindi
Pour les articles homonymes, voir Lindi (homonymie).
Paul Henry de la Lindi, né le 16 février 1906 à Mons et mort le 31 mai 1943 à Liège (Belgique), est un aviateur et résistant belge.

## Biographie
Paul Henry de la Lindi, né à Mons le 16 février 1906, est le fils du général Josué Henry de la Lindi, personnalité du Congo belge, et de Maria Joséphine Jottay.
Il est le commandant de la 3e escadrille de l’Aéronautique Militaire belge qui deviendra par la suite la 11e escadrille du premier régiment de reconnaissance (les Sioux Rouges), une escadrille équipée d’avions Renard 31. 
Il commande cette unité lorsque l’Allemagne envahit le territoire de la Belgique le 10 mai 1940. Durant cette campagne éclair, le capitaine Paul Henry de la Lindi participe à plusieurs missions, enfreignant ainsi le règlement mais lui conférant une grande aura parmi son personnel navigant.
Sitôt l’annonce de la capitulation de l'armée belge, le 28 mai 1940, Paul Henry de la Lindi annonce à ses pilotes ayant toujours leur appareil qu’ils peuvent rejoindre l’Angleterre.
Lui-même rejoindra par la suite l’Angleterre puis se fera parachuter en Belgique pour y fonder le réseau de résistance Thomas More. Il sera fusillé le 31 mai 1943 avec une partie de son groupe à la Citadelle de Liège.

## Sources
- Émile V. Witmeur, Contact !... Enlevez les cales, Soumagne: André Grisard, 1980
- http://www.freebelgians.net